# Municipio de Lick Creek (Misuri)
Lick Creek Township es un municipio del condado de Ozark, Misuri, Estados Unidos. Según el censo de 2020, tiene una población de 444 habitantes.
Tiene un código censal Z1, que indica que no está en funcionamiento (non-functioning county subdivision).

## Geografía
El municipio está ubicado en las coordenadas 36°32′44″N 92°19′36″O / 36.54556, -92.32667. Según la Oficina del Censo de los Estados Unidos, tiene una superficie total de 78.17 km², de la cual 75.94 km² corresponden a tierra firme y 2.23 km² están cubiertos de agua.

## Demografía
Según el censo de 2020, hay 444 personas residiendo en la zona. La densidad de población es de 5.85 hab./km². El 93.47 % de los habitantes son blancos, el 0.23 % es afroamericano, el 0.68 % son amerindios, el 0.23 % es asiático, el 2.25 % son de otras razas  y el 3.15 % son de una mezcla de razas. Del total de la población, el 2.70 % son hispanos o latinos de cualquier raza.